# متي عقراوي
متي يوسف حنا عقراوي (1901- 1982م) ولد في العراق مدينة الموصل، هو دكتور قد شغل منصب أول رئيس لجامعة بغداد ما بين 5 تشرين الأول 1957م والأول من آب 1958م أعقبه في هذا المنصب العالم عبد الجبار عبد الله.

## حياته
ولد في الموصل ثم انتقل إلى بيروت للتدريس في مدرسة إعدادية تابعة للجامعة الأمريكية هناك، أكمل دراسته للبكالوريوس من الجامعة الأمريكية في 1924 بعد أن درّس في مدرسة رأس بيروت لمدة سنتين، رجع إلى بغداد حيث نال منصب في دار المعلمين ثم سافر إلى الولايات المتحدة عام 1926 لكي يحصل على شهادة ماجستير من كلية المدرسين لجامعة كولومبيا في نيو يورك، أكمل الدكتوراه في عام 1934 ونشرت رسالته عن إعادة بناء جداول التعليم في المدارس العامة العراقية، كانت هذه الرسالة قد نشرت باللغة الإنجليزية.

## مساهمته العلمية
ساهم الدكتور متي عقرواي في لجنة بحث عن المعلومات التي بعثتها منظمة اليونيسكو إلى السودان لكي يدرس إماكنيات إعادة بناء مدارس السودان.

## مؤلفاته
- إصلاح الخط العربي.
- محاضرات في تطوير البرامج.
- مذكرات التعليم الإجباري في العراق.
- مذكرات التاريخ القديم.
- كتاب القراءة،[2] وقد ألّفه ليكون بديلاً من كتاب القراءة الخلدونية، وكانت طريقته هي القراءة بالتعليم الجملي، وقد أُلغيَ كتابته من وزارة التعليم عام 1935 لعدم ملاءمته للتعليم الابتدائي، بل كان أنسب لتعليم الروضة.[3]

رجع إلى بيروت لكي يدرّس هناك حتى توفي عام 1982م.